# Karl Kübel Stiftung für Kind und Familie

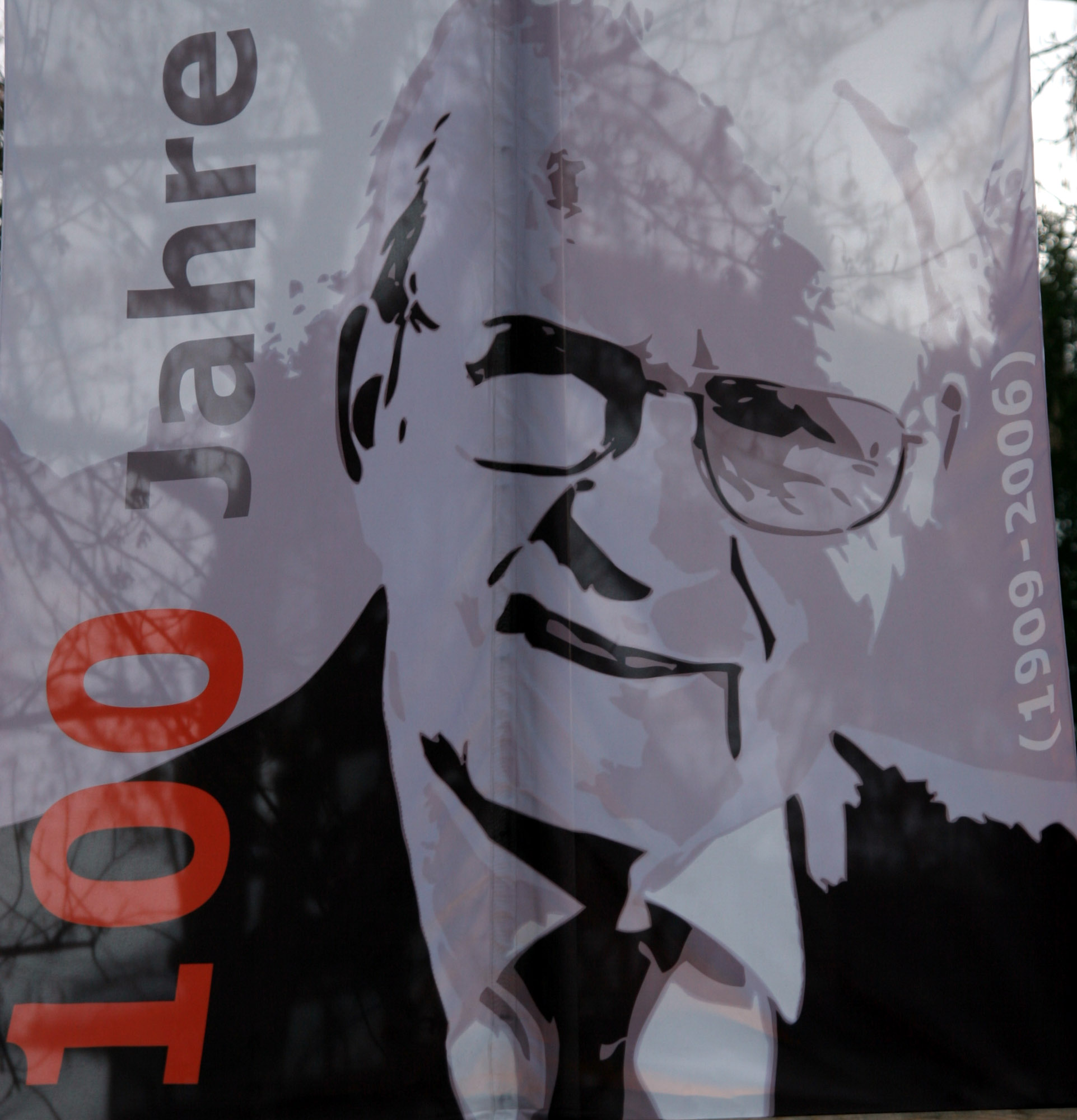
Abbildung von Karl Kübel auf einer Fahne vor dem Gebäude der Stiftung

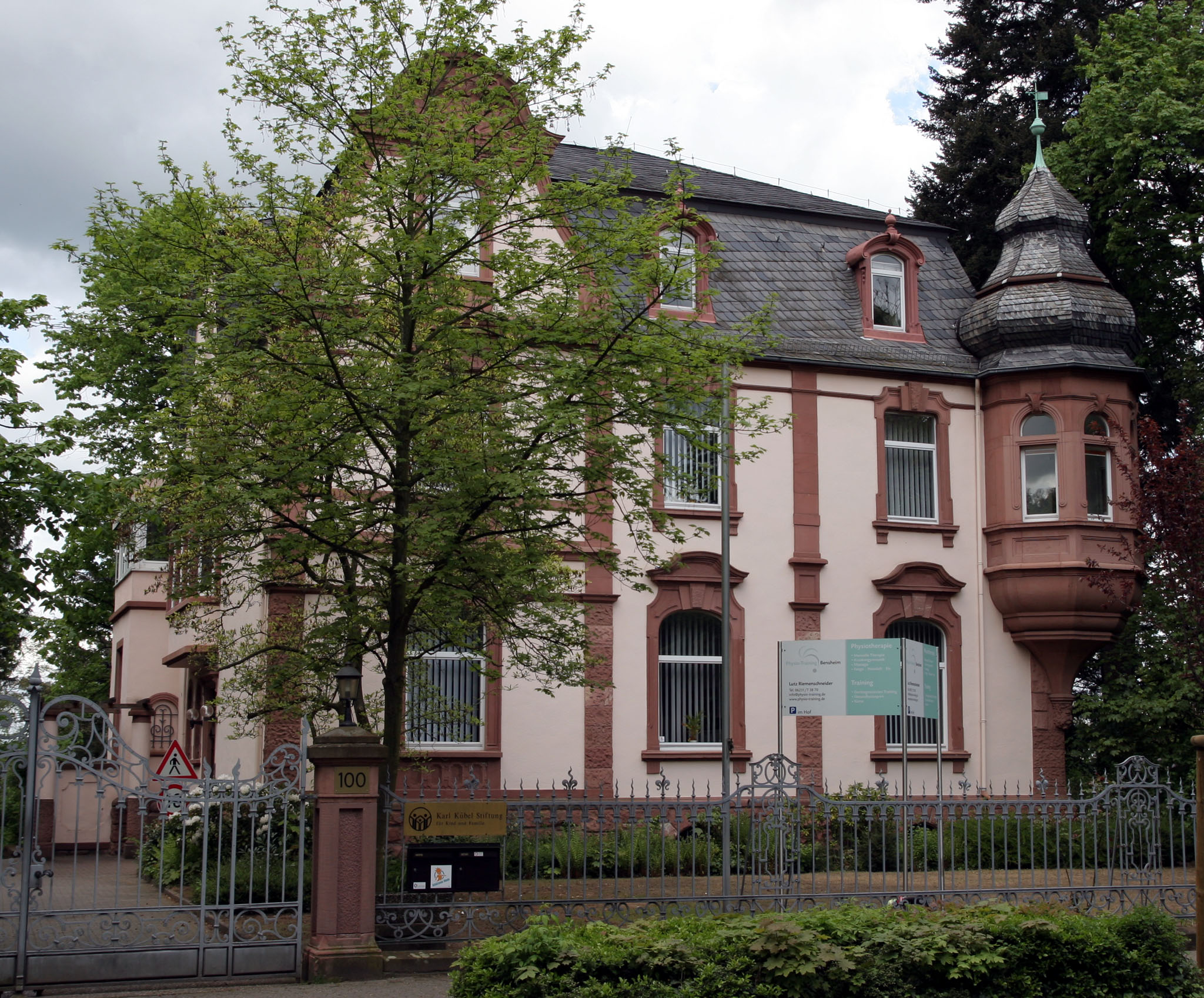
Der Sitz der Stiftung in Bensheim (Darmstädter Straße)

Die Karl Kübel Stiftung für Kind und Familie ist eine rechtsfähige Stiftung bürgerlichen Rechts mit Sitz im südhessischen Bensheim.

## Geschichte
Die Stiftung wurde 1972 vom Unternehmer Karl Kübel gegründet, der den Erlös seiner 1973 verkauften 3K-Möbelwerke und den größten Teil seines Privatvermögens in die Stiftung einbrachte. Neben den Erträgen aus dem Stiftungsvermögen bilden Drittmittel und Spenden die materielle Grundlage für die Stiftungsarbeit.
Gemeinsam mit Partnern setzt sich die Karl Kübel Stiftung dafür ein, dass Kinder von Anfang an durch kompetente Erwachsene in ihren Bildungs- und Entwicklungsprozessen unterstützt und gefördert werden. Die operative Tätigkeit der Stiftung bezieht im Sinne des ganzheitlichen Ansatzes von „Hilfe zur Selbsthilfe“ alle Akteure vor Ort mit ein, die sich präventiv und nachhaltig für die kontinuierliche Verbesserung der Lebensqualität von Familien einsetzen. Die Stiftung sieht Bildung als Grundlage für Empowerment, Armutsbekämpfung und als Chancengerechtigkeit. Sie beruft sich dabei auf den ökumenischen Glaubensgrund des Christentums.

## Ziele
Das gemeinnützige Engagement der Stiftung gliedert sich in drei Bereiche: Inlandsarbeit, Bildung und Entwicklungszusammenarbeit.
Die Abteilung Inlandsarbeit initiiert und begleitet bundesweit nachhaltige familienorientierte Angebote. Sie hat zum Ziel, Politik, Wirtschaft und Gesellschaft für die Bedürfnisse unterschiedlicher Familien zu sensibilisieren und im Verbund mit Partnern ein familiengerechtes Lebensumfeld zu gestalten. Ihr Engagement gilt unter anderem der Förderung von Elternkompetenzen, der modellhaften Entwicklung von Kinder- und Familienzentren und der Etablierung von Beteiligungsstrukturen.

In Deutschland gehört ein Bildungsinstitut zur Stiftung: das Odenwald-Institut im hessischen Wald-Michelbach mit Tagungshäusern auf der Tromm. Es bietet Kurse und Veranstaltungen in den Bereichen Persönlichkeitsentwicklung, Führung, persönliche und berufliche Weiterbildung sowie Stärkung des Familienlebens an. Von 1995 bis Ende 2023 unterhielt die Karl Kübel Stiftung zudem das Felsenweg-Institut in Dresden, das ab 2015 auch Standorte in Bremen und Erfurt hatte. Das Felsenweg-Institut unterstützte Sozialplaner und Fachkräfte bei der Entwicklung und Umsetzung von Qualifizierungskonzepten und hatte sich zuletzt auf die Weiterentwicklung von Kitas zu Eltern-Kind-Zentren bzw. Familienzentren spezialisiert. Von 1995 bis 2018 unterhielt die Stiftung auch das Osterberg-Institut in Niederkleveez, Schleswig-Holstein. Es wurde Ende 2018 aus wirtschaftlichen Gründen geschlossen. In Indien, dem Schwerpunktland der Entwicklungszusammenarbeit, wurde zur Schulung der Mitarbeiter der Partnerorganisationen vor Ort 1999 das Karl Kübel Institute for Development Education in Coimbatore im südindischen Bundesstaat Tamil Nadu eröffnet. Im Mittelpunkt der Arbeit des Bereichs Entwicklungszusammenarbeit der Stiftung stehen Projekte in Indien, auf den Philippinen und weiteren Entwicklungsländern sowie die entwicklungspolitische Bildungsarbeit in Deutschland.

## Projekte
In Deutschland werden unter dem Oberbegriff „GaBi – Ganzheitliche Bildung im Sozialraum“ Projekte umgesetzt, wie „Drop In(inklusive)“ zur Unterstützung offener und kostenfreier Eltern-Kind-Treffs und die Begleitung der Entwicklung von familienfreundlichen Quartieren unter Einbezug von Familienzentren, die nach den englischen Konzepten Sure Start und Early Excellence arbeiten. Die Stiftung kooperiert mit vielen Bundesländern, mit Landkreisen, Kommunen oder Städten. Bedeutende Kooperationen gibt es u. a. mit den Ländern Hessen, Sachsen, Thüringen und Berlin. Zahlreiche lokale Projekte wie Drop In(klusive), Lernen mit Zeitung, Fachtagungen zu Themen, wie „Kinder mit Fluchthintergrund in der Kindertagesbetreuung“, „Inklusion und Chancengerechtigkeit in frühkindlichen Bildungsbereichen“, wirken direkt vor Ort.
Die Karl Kübel Stiftung organisiert Großveranstaltungen, wie den Hessischen Familientag, der in zweijährigem Rhythmus gemeinsam mit dem Hessischen Ministerium für Soziales und Integration und in Kooperation mit der jeweils gastgebenden Stadt veranstaltet wird und durchschnittlich 30.000 Besucher verzeichnet. Von 2004 bis Ende 2020 führte die Karl Kübel Stiftung die Geschäfte der Hessenstiftung – Familie hat Zukunft.
In den Gebieten der Entwicklungszusammenarbeit sind die Hauptziele analog zur Inlandsarbeit die Verbesserung der Lebensverhältnisse besonders bedürftiger Bevölkerungsgruppen vor Ort und die Schärfung des Bewusstseins für globale Verantwortung in Deutschland. Die Stiftung beteiligt sich am „weltwärts-Programm“ der Bundesregierung und entsendet junge Freiwillige in ihre Projekte nach Indien und in die Philippinen.

## Karl Kübel Preis
Seit 1990 – mit zehnjähriger Unterbrechung – verleiht die Karl Kübel Stiftung den bundesweit ausgeschriebenen Karl Kübel Preis. Bis 2014 wurde er für beispielhaftes und herausragendes Engagement von Organisationen und Initiativen für die Belange von Eltern und Kindern in Deutschland verliehen und war mit 50.000 Euro dotiert. Seit 2015 würdigt der Preis bekannte Persönlichkeiten des öffentlichen Lebens, die sich in besonderem Maße für Kinder und Familien engagieren, und ist mit 25.000 Euro dotiert. Er wird durch den Dietmar Heeg Medienpreis für journalistische Leistungen zu Themen von Kind und Familie ergänzt.
Zu folgenden Themen wurde der Karl Kübel Preis in den 1990er Jahren vergeben:
- 1990: „Wenn Familien aktiv werden…“
- 1991: „Von Familien getragen“
- 1992: „Wie Familien – Leben gestalten“
- 1993: „Wie Familien – Leben schützen“
- 1994: „Miteinander leben – voneinander lernen“
- 1995: „Familie und Arbeit“
- 1996: „Familie und Wohnen“
- 1997: „Familien – religiös und tolerant“
- 1998: „Lebensmodelle des Teilens – Familien gehen neue Weg“
- 1999: „Ohne uns geht gar nichts – Familieninitiativen in religiösen Gemeinden“

Preisträger ab 2010:
- Preisträger 2010: Bildungsforum Mengerskirchen (Hessen)
- Preisträger 2011: Projekt Familien lernen Zukunft in Minden (Nordrhein-Westfalen), Lernort Bauernhof Hofgut Oberfeld in Darmstadt (Hessen), Initiative kikuna in Dornstadt (Baden-Württemberg)
- Preisträger 2012: Bildungshaus Lurup (Hamburg)
- Preisträger 2013: REFUGIO München, die Sozialen Dienste afrikanischer Migranten, SAM (Essen), das Internationale Frauen- und Mädchenzentrum e. V. (IFMZ), (Nürnberg)[12]
- Preisträger 2014: Familiennetzwerk Kamen e. V. (Kamen), Familienzentrum und Kinderfreizeithaus Ritterburg (Berlin)[13]
- Preisträger 2015: Ulrich Wickert[14]
- Preisträger 2016: Peter Maffay[15]
- Preisträgerin 2017: Maria Furtwängler[10]
- Preisträger 2018: Gerald Asamoah[16]
- Preisträgerin 2019: Königin Silvia von Schweden[17]
- Preisträger 2020: Dietmar Hopp
- Preisträger 2022: Muhammad Yunus
- Jubiläums-Preisträgerinnen 2022: Sara Nuru und Sali Nuru
- Preisträgerin 2023: Cornelia Funke
- Preisträger 2024: Philipp Lahm

## Zusammenarbeit
Gemäß der Stiftungsverfassung sind die Aktivitäten präventiv angelegt und folgen dem Grundprinzip der Nachhaltigkeit. Projekte werden in der Regel zusammen mit Partnern aus Wissenschaft, Politik und anderen Bereichen durchgeführt. Die Stiftung ist Mitglied im Bundesverband Deutscher Stiftungen, im Verband Entwicklungspolitik und Humanitäre Hilfe deutscher Nichtregierungsorganisationen (VENRO), im Bundesforum Familie, im Bundesverband der Familienzentren, im Stiftungsnetzwerk Südhessen und in der Deutschen Liga für das Kind aktiv.